# Кенет Фарид
Кенед Фарид (енгл. Kenneth Bernard Faried Lewis; Њуарк, Њу Џерзи, 19. новембар 1989) је амерички кошаркаш. Игра на позицијама крилног центра и центра.

## Каријера

### Клупска
На НБА драфту 2011. је одабран као 22. пик од стране Денвер нагетса. Провео је у екипи Денвера наредних седам сезона и током тог периода је наступио на 441 утакмици бележећи просечно 11,4 поена и 8,2 скока по утакмици. У својој првој сезони је уврштен и у идеални тим НБА новајлија. Добио је и награду за најкориснијег играча утакмице НБА звезда у успону на Ол-стар викенду 2013. године. У јулу 2018. је трејдован у Бруклин нетсе, али је већ у јануару 2019. отпуштен, након што је наступио на само 12 утакмица. Два дана пошто је отпуштен из Бруклина, потписао је за Хјустон рокетсе до краја 2018/19. сезоне.
У новембру 2019. је потписао за Џеђанг лајонсе. Наступио је на само седам утакмица за кинески клуб након чега је уговор раскинут. Након тога је скоро две године био без клупског ангажмана, све до 1. октобра 2021. када је потписао за Леонес де Понсе из Порторика. Играч овог клуба је био тек осам дана, пошто је већ 9. октобра потписао двомесечни уговор са екипом ЦСКА из Москве. По истеку уговора, Фарид је напустио ЦСКА.

### Репрезентативна
Са репрезентацијом Сједињених Америчких Држава је освојио златну медаљу на Светском првенству 2014. у Шпанији. Уврштен је у идеални тим овог Светског првенства, заједно са Ирвингом, Батумом, Гасолом и Теодосићем.

## Успеси

### Репрезентативни
- Светско првенство:  2014.

### Појединачни
- Најкориснији играч НБА утакмице звезда у успону: 2013.
- Идеални тим новајлија НБА — прва постава: 2011/12.